# Söndagarna med Cybèle
Söndagarna med Cybèle, med originaltiteln Les Dimanches de Ville d'Avray är en fransk film från 1962. Filmen belönades med en Oscar 1962 för bästa icke-engelskspråkiga film.
Handlingen utspelar sig i Ville d'Avray, en förort till Paris, kring Pierre (Hardy Krüger) som är en veteran från Indokinakriget och Cybèle (Patricia Gozzi) som lämnas på ett barnhem av en far som inte älskar henne. Pierre plågas av skuld efter kriget, där han råkat döda ett oskyldigt barn när han nödlandade sitt sönderskjutna plan. Han ser då när Cybéle lämnas till barnhemmet, och efter ett tag låtsas han vara flickans far så att hon kommer därifrån ett tag.